# Pegomya skulei
Pegomya skulei är en tvåvingeart som beskrevs av Verner Michelsen 2008. Pegomya skulei ingår i släktet Pegomya och familjen blomsterflugor.
Artens utbredningsområde är Grekland. Inga underarter finns listade i Catalogue of Life.